# Baby Dadamda
Baby Dadamda ist ein Lied des deutschen Schlagersängers, Liedtexters und Musikproduzenten Peter Orloff. Das Stück ist die zweite Singleauskopplung aus seinem zweiten Studioalbum Schlager-Autogramm.

## Entstehung und Veröffentlichung
Geschrieben wurde das Lied gemeinsam vom deutsch-britischen Schlager- und Popmusiker Chris Andrews und dem deutschen Liedtexter Georg Buschor. Die Produktion erfolgte unter der Leitung von Peter Orloff.
Baby Dadamda erschien auf Orloffs zweitem Studioalbum Schlager-Autogramm im Jahr 1969 sowie nach Gold auf der Straße als zweite Singleauskopplung aus dem Album im selben Jahr. Die Erstveröffentlichung der Single erfolgte als 7″-Single in Deutschland im Oktober 1969 (Katalog: 3130). Als B-Seite enthält die Single das Lied Du bist wie ein Bild von Picasso. Auf dem Frontcover der Single ist lediglich – neben Künstlernamen und Liedtitel – Orloff, während eines Liveauftritts, zu sehen. Die Rückseite des Covers beinhaltet eine Werbemaßnahme für das Best-of-Album Monika – Peter Orloff singt seine Hits. Gepresst wurde die Single im Auftrag der Carl Lindström GmbH. Baby Dadamda wurde unter dem deutschen Musiklabel Cornet veröffentlicht und durch Glissando Music beziehungsweise Warner/Chappell Music sowie den Neue Welt Musikverlag verlegt.

## ZDF-Hitparade
Um das Lied zu bewerben, erfolgten unter anderem zwei Liveauftritte in der ZDF-Musikshow ZDF-Hitparade zu Beginn des Jahres 1970. In der Januarausgabe vom 24. Januar 1970 (Folge 9) trat Orloff als siebte Neuvorstellung auf. In der zehnten Folge vom 21. Februar 1970 konnte er sich daraufhin auf Position fünf platzieren. Bis zu diesem Zeitpunkt durften die Zuschauer ihren Favoriten per Postkarte wählen. Dies änderte sich nach einem Manipulationsversuch zugunsten von Baby Dadamda. Für Orloff wurden 11.037 Karten mit derselben Handschrift und demselben Poststempel eingeschickt. Orloff beteuerte seine Unschuld. Dennoch wurde der Titel disqualifiziert und Orloff zeitweise aus der Sendung ausgeschlossen. Die Zuschauer mussten fortan Abstimmungskarten beim ZDF anfordern, um für ihre Favoriten zu stimmen. Nachdem man zunächst davon ausging, dass Orloff an diesem Manipulationsversuch involviert sei, geriet später sein Konkurrent Ray Miller in den Verdacht, die Karten selbst manipuliert zu haben, um Orloff aus dem Weg zu räumen. Miller trat zum gleichen Zeitpunkt wie Orloff mit dem Titel Caroline als Neuvorstellung an. Allerdings platzierte sich Miller in der Februarausgabe zwei Plätze besser als Orloff auf Position drei und toppte dies in Folge elf vom 21. März 1970, wo er mit Caroline die Spitzenposition belegte.

## Inhalt
Der Liedtext zu Baby Dadamda ist in deutscher Sprache verfasst. Die Musik wurde von Chris Andrews komponiert und der Text von Andrews zusammen mit Georg Buschor geschrieben. Buschor fungierte hierbei lediglich als Sub-Texter. Andrews schrieb bereits einen englischen Text mit dem Titel Get It to Me, der von ihm und Buschor überarbeitet und übersetzt wurde. Das Original ist bei der GEMA auch unter den Titeln Love Me Baby, Love Me Baby Dadamda und La La La, Love Me registriert. Musikalisch bewegt sich das Lied im Bereich des Schlagers. Das Stück hat die Besonderheit, dass es keinen wirklichen Refrain besitzt. Es beginnt mit einem refrainähnlichen Einstieg, an der sich eine Strophe anschließt, an dessen Ende sich nochmals eine Art Refrain anschließt. Der Vorgang wiederholt sich mit dem gleichen Text. Die Strophe wurde als Paarreim verfasst.

„Deine Liebe, meine Liebe Dadamda.

Ohne Sorgen, heut’ und morgen Dadamda.

Aber deine Beine, kleine Dadamda.

Die gehören mir alleine Dadamda.“

## Mitwirkende
| Liedproduktion - Chris Andrews: Komponist, Liedtexter - Georg Buschor: Liedtexter - Peter Orloff: Gesang, Musikproduzent | Unternehmen - Carl Lindström GmbH: Pressung - Cornet: Musiklabel - Glissando Music: Originalverlag - Neue Welt Musikverlag: Sub-Verlag - Warner/Chappell Music: Sub-Verlag |

## Chartplatzierungen
Baby Dadamda erreichte in Deutschland Position 26 der Singlecharts und konnte sich einen halben Monat – zum damaligen Zeitpunkt eine Chartausgabe – in den Charts halten. Orloff erreichte hiermit zum siebten Mal die deutschen Singlecharts als Interpret sowie zum vierten Mal als Produzent. Für Andrews als Autor ist Baby Dadamda der elfte Charterfolg in Deutschland. Buschor erreichte hiermit in seiner Autorentätigkeit zum 85. Mal die deutschen Singlecharts.

## Coverversionen
- 1970 – Kai Warner: Der deutsche Orchesterleiter nahm das Lied in einem Medley mit Holiday in Germany und Anuschka für das Album Go In – 28 Top Hits for Dancing Vol. 4 auf.[14]